# ネイサン・ヒューズ
ネイサン・ヒューズ（Nathan Hughes、1991年6月10日 - ）は、フィジー出身のラグビーユニオン選手。トップ14に参戦しているラシン92に所属。

## プロフィール
- フィジーのラウトカ生まれ。
- 居住資格に基づき、イングランド代表としてプレーする資格を取得し、2016年から2019年の間に22キャップを獲得した。
- 父はラウトカ代表でロックを担当。叔父のアサエリ・ヒューズ（Asaeli Hughes）は1980年代半ばから1990年代初頭にかけてフィジー代表となった[1]。

## 略歴
2009年、ニュージーランドのケルストン・ボーイズ・ハイスクールに入学し、1年目には年間最優秀チーム選手賞を受賞した。
オークランド・ラグビーユニオンのU18代表・U20代表に選出され、オークランド・ハイパフォーマンス・アカデミーに入った。
2011年、オークランドとしてITMカップ（現・NPC、ニュージーランド州代表選手権）のオタゴ戦で控えから出場し、シニアデビューを果たした。
2013年、U23フィジー代表であるフィジー・ウォリアーズとして、副キャプテンでパシフィックネーションズカップに出場した。
2013年3月、イングランドプレミアシップのワスプスと契約した。
2016年8月、イングランド代表候補に選ばれ、同年11月、南アフリカ共和国戦で控え出場でイングランド代表デビューを果たした。
2019年1月、イングランドプレミアシップのブリストル・ベアーズと3年契約を結ぶ。
2022年、短期ローンでハートプリー大学RFCで1試合出場した後、同じく短期ローンでイングランドプレミアシップのバースに加入し、初戦ハーレクインズ戦で最優秀選手賞を受賞した。
2022年8月29日、ジャパンラグビーリーグワンのリコーブラックラムズ東京への加入を発表。同年12月17日の2022-23シーズン第1節三菱重工相模原ダイナボアーズ戦にNo.8で先発出場し、リーグワンデビューを果たした。2022-23シーズン、2023-24シーズンは、主に先発ナンバーエイトとしてほぼ毎回出場していたが、2024-25シーズンでの出場は無かった。
2025年4月17日、2024-25シーズン終了までリーグ戦の残り3試合となった時点で、期限付き移籍契約で、DIVISION１最下位となっている浦安D-Rocksに加入。4月25日、5月3日に浦安D-Rocksとして出場した。いずれもリコーブラックラムズ東京との対戦日程はない。
2025年5月、リコーブラックラムズ東京を退団。
2025年7月、トップ14に参戦するラシン92への加入が発表された。